# Algernon Sidney

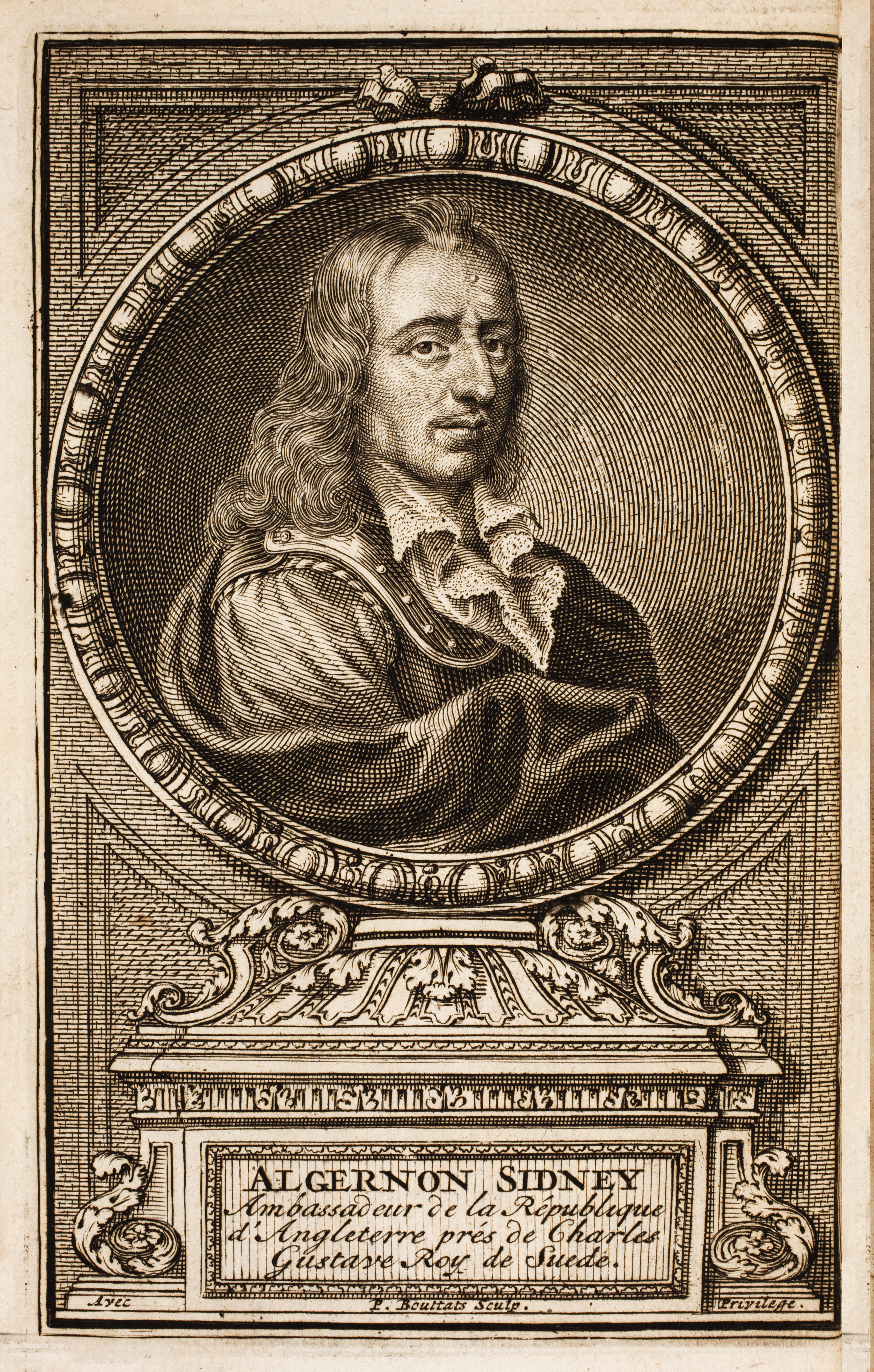
Retrato de Sidney en el frontispicio de la traducción francesa Discours sur le gouvernement (Discursos sobre el gobierno), La Haya, 1702

Algernon Sidney o Sydney (15 de enero de 1623 - 7 de diciembre de 1683) fue un político inglés, teórico político republicano y coronel. Miembro de la parte media del Parlamento Largo y comisionado del juicio del rey Carlos I de Inglaterra, se opuso a la ejecución del rey. Sidney fue acusado más tarde de conspirar contra Carlos II de Inglaterra, en parte basado en su obra más famosa, "Discursos sobre el gobierno", que fue utilizado por la fiscalía como testigo en su juicio. Fue ejecutado por traición. Después de su muerte, Sidney fue venerado como un "patriota-héroe y mártir Whig".
Las obras de Algernon Sidney, junto con las del contemporáneo John Locke, se consideran una piedra angular del pensamiento occidental. Los "discursos sobre el gobierno" le costaron la vida a Sidney. Sin embargo, las ideas que presentó sobrevivieron y finalmente culminaron en la Revolución Gloriosa en Inglaterra y la fundación de los Estados Unidos. Sidney se opuso directamente a la teoría del derecho divino de los reyes sugiriendo ideas como el gobierno limitado, el consentimiento voluntario del pueblo y el derecho de los ciudadanos a alterar o abolir un gobierno corrupto. "Discursos sobre el gobierno" ha sido llamado "el libro de texto de la revolución estadounidense".

## Primeros años
El padre de Sidney era Robert Sidney, segundo conde de Leicester, un descendiente directo de John Dudley, primer duque de Northumberland y sobrino nieto de Sir Philip Sidney. Su madre era Dorothy Sidney, hija de Henry Percy, noveno conde de Northumberland. Sidney nació en Baynard's Castle, Londres, y se crio en Penshurst Place en Kent. Su madre le escribió a su esposo en noviembre de 1636 que había escuchado a su hijo "muy emocionado por todo lo que viene de ti... [por] una gran oferta de ingenio y mucha dulzura de la naturaleza".

## Guerra Civil Inglesa y República
A pesar de haber prometido anteriormente que sólo "la necesidad extrema me hará pensar en portar armas en Inglaterra", Sidney sirvió en el Ejército de la Asociación Oriental, convirtiéndose en teniente coronel de Edward Montagu, segundo conde de Mánchester conde del regimiento de caballos de Mánchester (caballería). Luchó en la Batalla de Marston Moor en 1644, donde un observador escribió: "El coronel Sidney cargó con mucha valentía en la cabeza del regimiento de caballos de mi Lord Manchester, y salió con muchas heridas, las verdaderas insignias de su honor". Más tarde fue nombrado coronel del regimiento cuando fue transferido al New Model Army, pero renunció al nombramiento debido a problemas de salud.
En 1645 Sidney fue elegido miembro del Parlamento largo como miembro del Parlamento de Cardiff, donde se opuso a comprometerse con el rey Carlos I de Inglaterra. En 1648 se opuso a la purga de moderados que habían formado el Parlamento de la grupa. A pesar de ser comisionado para el juicio de Carlos, Sidney se opuso a la decisión de ejecutar al rey, creyendo que era de dudosa legalidad y sabiduría. Dijo al explicar su punto de vista:

Primero, el Rey no podía ser juzgado por ningún tribunal; en segundo lugar, ese tribunal no podía juzgar a nadie. Siendo esto alegado en vano, y  Cromwell usando estas palabras formales (te digo, le cortaremos la cabeza con la corona encima) yo... salí inmediatamente de la habitación y nunca regresé.

En 1649, Sidney había cambiado de opinión y había declarado que la ejecución del rey era "el acto más justo y valiente... que se haya realizado en Inglaterra o en cualquier lugar".
En 1653, cuando el ejército de Cromwell entró en el Parlamento para disolverlo después de que se introdujera un proyecto de ley que hubiera hecho que las elecciones fueran más libres, Sidney se negó a abandonar la Cámara hasta que lo amenazaron con la expulsión física. Consideraba a Cromwell como un tirano.
Cuando se jubiló, Sidney fue lo suficientemente audaz como para ultrajar al Lord Protector al supuestamente realizar una interpretación de  Julio César, e interpretar el papel de Bruto. Fue durante un tiempo el amante de Lucy Walter, más tarde la amante de Carlos II de Inglaterra (Carlos II). Sidney consideraba que la República perseguía vigorosamente los intereses nacionales de Inglaterra (en contraste con el historial de fracasos militares de los Estuardo), escribiendo en sus "Discursos sobre el gobierno":

... tal era el poder, la sabiduría y la integridad de los que iban al timón, y su diligencia en elegir a los hombres sólo por sus méritos fue bendecida con tal éxito, que en dos años nuestras flotas llegaron a ser tan famosas como nuestros ejércitos terrestres; la reputación y el poder de nuestra nación se elevaron a una altura mayor que la  cuando poseíamos la mejor mitad de Francia, y los reyes de  Francia y  Escocia eran nuestros prisioneros. Todos los estados, reyes y potentados de Europa, muy respetuosamente, por no decir sumisamente, buscaron nuestra amistad; y Roma tenía más miedo de  Blake y de su flota, que de  el gran rey de Suecia, cuando estaba listo para invadir Italia con un cien mil hombres.

## Embajador báltico

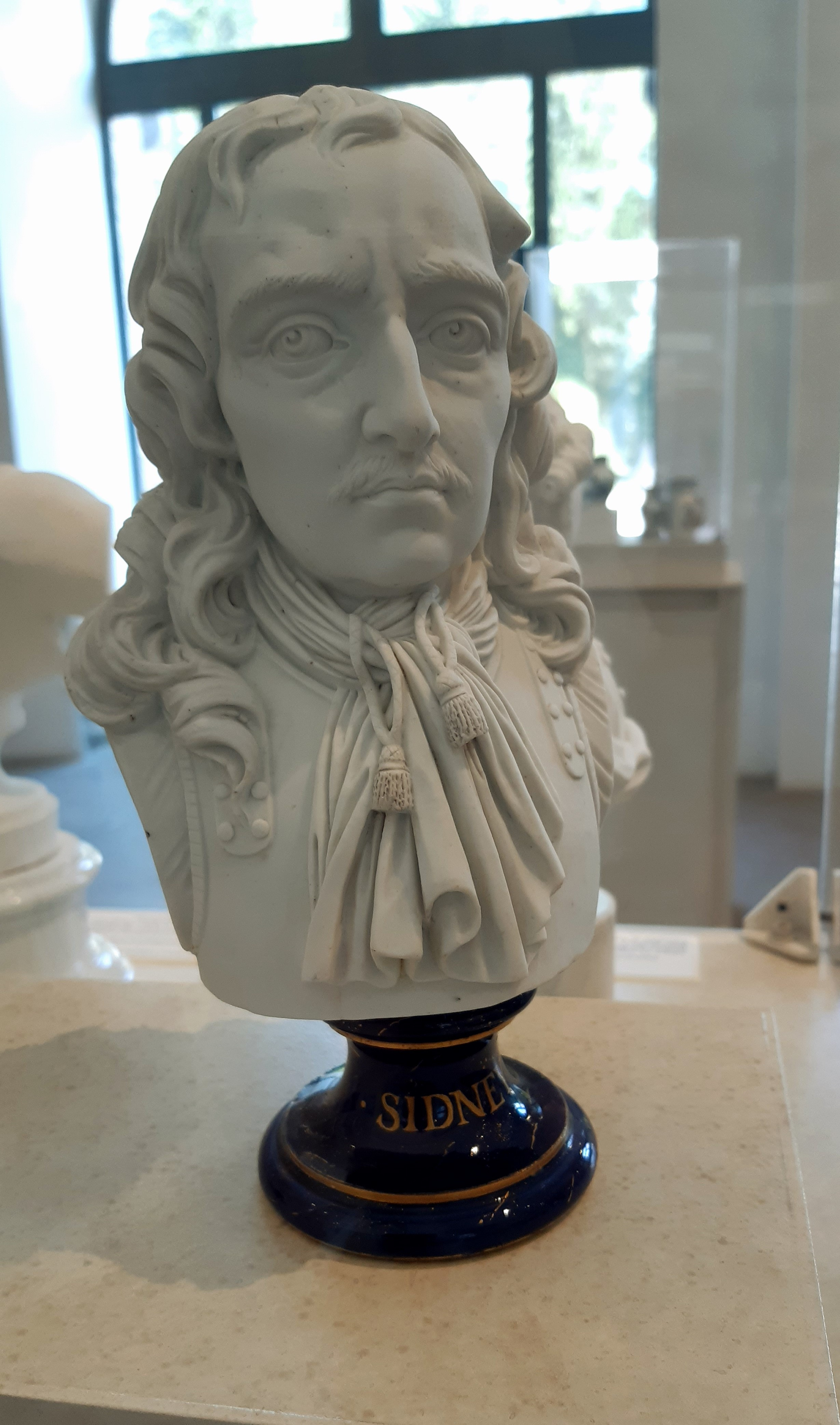
Busto de Algernon Sidney realizado alrededor de 1793, Musée de la Révolution française.

Después de la muerte de Cromwell en 1658, el ejército abolió el Protectorado en 1659 y volvió a convocar el Parlamento Rump, con Sidney tomando su asiento en los Comunes. Durante 1659-1660 formó parte de una delegación para ayudar a arbitrar la paz entre Dinamarca y Suecia, ya que la guerra amenazaría los suministros navales de Inglaterra, así como los de los holandeses. La delegación fue comandada por Edward Montagu, primer conde de Sandwich, con Sidney y Sir Robert Honeywood. El tercer plenipotenciario planeado, Bulstrode Whitelocke, declinó porque: "Yo conocía bien el temperamento dominante y la altura del coronel Sydney".
Sidney descartó las normas diplomáticas convencionales ("unos disparos de nuestro cañón hubieran hecho esta paz") para imponer una paz favorable a Inglaterra. Debido a que el rey sueco Carlos X Gustavo de Suecia no pudo recibirlos de inmediato, la delegación negoció con los holandeses la formación de una flota conjunta para imponer condiciones de paz. Carlos X se quejaba de que los ingleses "quieren mandar a todos, como si fueran maestros".[cita requerida] Sidney en persona le entregó a Charles la propuesta de tratado (ya aceptada por Dinamarca), amenazando con una acción militar. Él registró que Charles "con gran cólera... nos dijo, que hacíamos proyectos en nuestras flotas, y él, poniendo su mano sobre su espada, tenía un proyecto a su lado".[cita requerida] Sidney no retrocedió y un observador escribió: "Todos están asombrados de cómo Sidney se enfrentó a él".[cita requerida] Pero Montagu planeó regresar a Inglaterra con la flota, lo que llevó a Sidney a dar "su opinión, [que] por haber despedido a toda la flota, pensó que merecía perder la cabeza".[cita requerida]
A pesar de esta reducción de la influencia de Inglaterra, Dinamarca, Suecia, Francia, Inglaterra y Holanda firmaron un tratado el 27 de mayo de 1660. Fue durante este período que Sidney firmó el libro de visitas en la Universidad de Copenhague con: "PHILIPPUS SIDNEY MANUS HAEC INIMICA TYRANNIS  ENSE PETIT PLACIDAM CUM LIBERTATE QUIETEM" ("Este mano, enemiga de los tiranos, con la espada busca la paz con la libertad"). Esta expresión fue incorporada en el Gran Sello de Massachusetts en 1780 por acto legislativo durante la Guerra Revolucionaria Americana.

## Exilio

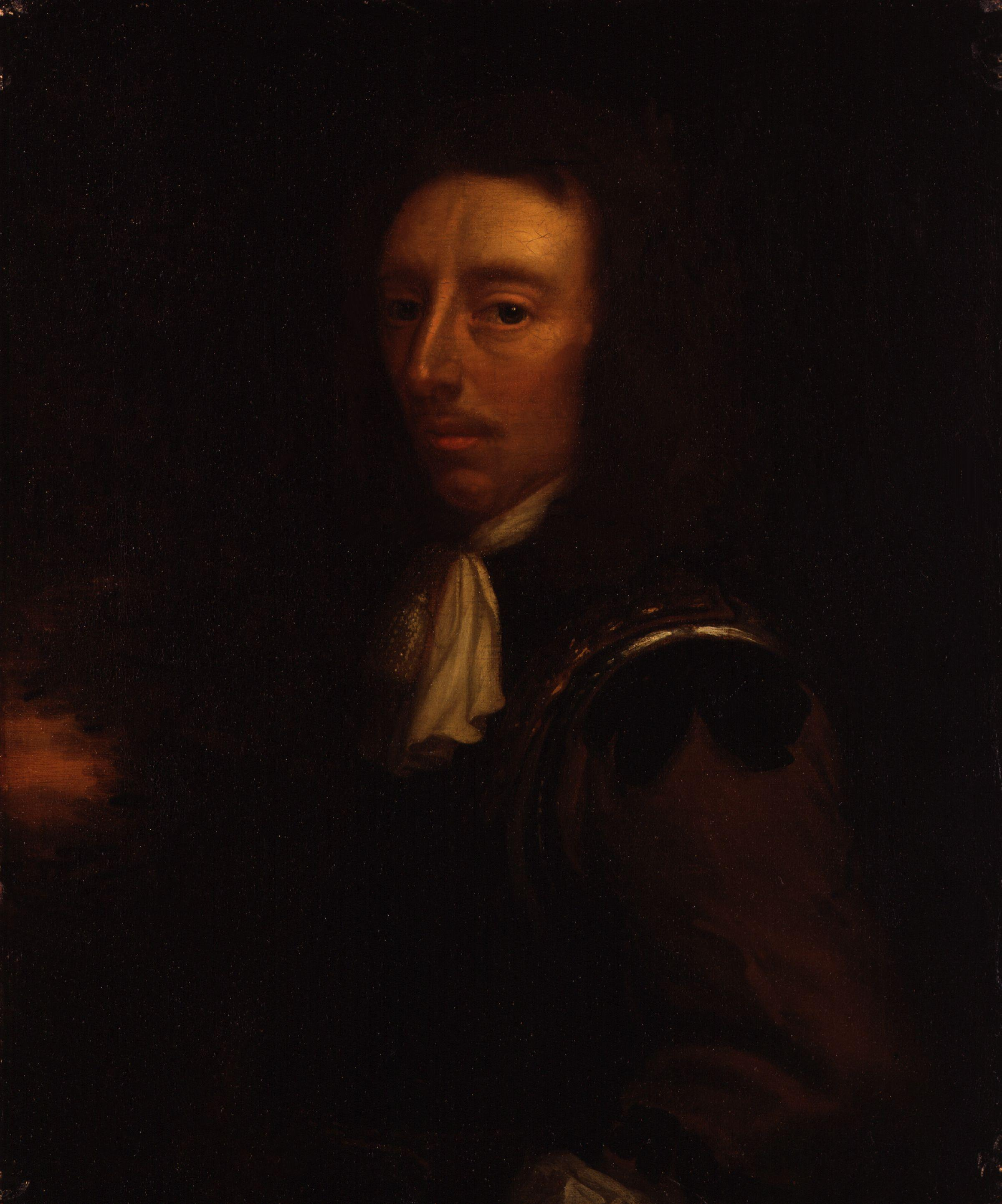
Copia de un retrato de Sidney de 1663 de Justus van Egmont (National Portrait Gallery, Londres)

Sidney estaba en el extranjero cuando se restauró la monarquía (Restauración inglesa) en 1660. Su primera reacción a la Restauración de la monarquía Stuart fue escribir:

Dado que el Parlamento ha reconocido a un rey, lo sé... Le debo el deber y el servicio que pertenece a un súbdito, y lo pagaré. Si las cosas se llevan de forma legal y moderada, prefiero estar en un empleo que sin ninguno.

Como en 1659 había defendido la ejecución de Carlos I, Sidney pensó que era prudente permanecer exiliado en Roma. Mientras estaba dispuesto a someterse, escribió, no admitiría "el reconocimiento de nuestras faltas, al haberme enfrentado a este rey o su padre... Estaré contento con mi fortuna, cuando vea que no hay manera de evitarlo, que no es peor que arruinarla.” Fue salvado por un extraño de un intento de asesinato. En 1663, durante un viaje a la academia calvinista en la Universidad de Ginebra, Sidney escribió en el libro de visitas: "SIT SANGUINIS ULTOR JUSTORUM" ("Que haya venganza por la sangre de los justos"). En Augsburg en abril de 1665, fue objeto de otro intento de asesinato.
Cuando en Holanda, Gilbert Burnet registra, Sidney y otros republicanos:

...vino a  De Witt, y lo presionó para que pensara en una invasión de Inglaterra y Escocia, y le dio grandes garantías de un partido fuerte: y estaban trayendo muchos oficiales a Holanda para unirse a la empresa. También se ocuparon de algunos en Amsterdam, que estaban particularmente afilados contra el rey, y estaban a favor de convertir a Inglaterra de nuevo en una república. El asunto estuvo durante algún tiempo en agitación en La Haya, pero De Witt se opuso y consiguió que se dejara de lado. Dijo que su adopción de tal plan provocaría que Francia se volviera contra ellos: podría involucrarlos en una guerra larga, cuyas consecuencias no podían preverse: y, como no había razón para pensar eso, mientras el parlamento estaba tan firme con el rey, cualquier descontento podría llevarse tan lejos como para un levantamiento general, que estos hombres emprendieron, así que, dijo, ¿cuál sería el efecto de convertir a Inglaterra en una Commonwealth, si pudiera lograrse? pero la ruina de Holanda? Naturalmente, atraería a muchos holandeses a abandonar su país, que no podría conservarse ni mantenerse sino a una gran carga, y cambiarlo por la abundancia y la seguridad que ofrece Inglaterra. Por lo tanto, todo lo que él haría era debilitar el comercio de Inglaterra y destruir su flota; en el que tuvo éxito al año siguiente más allá de todas las expectativas.

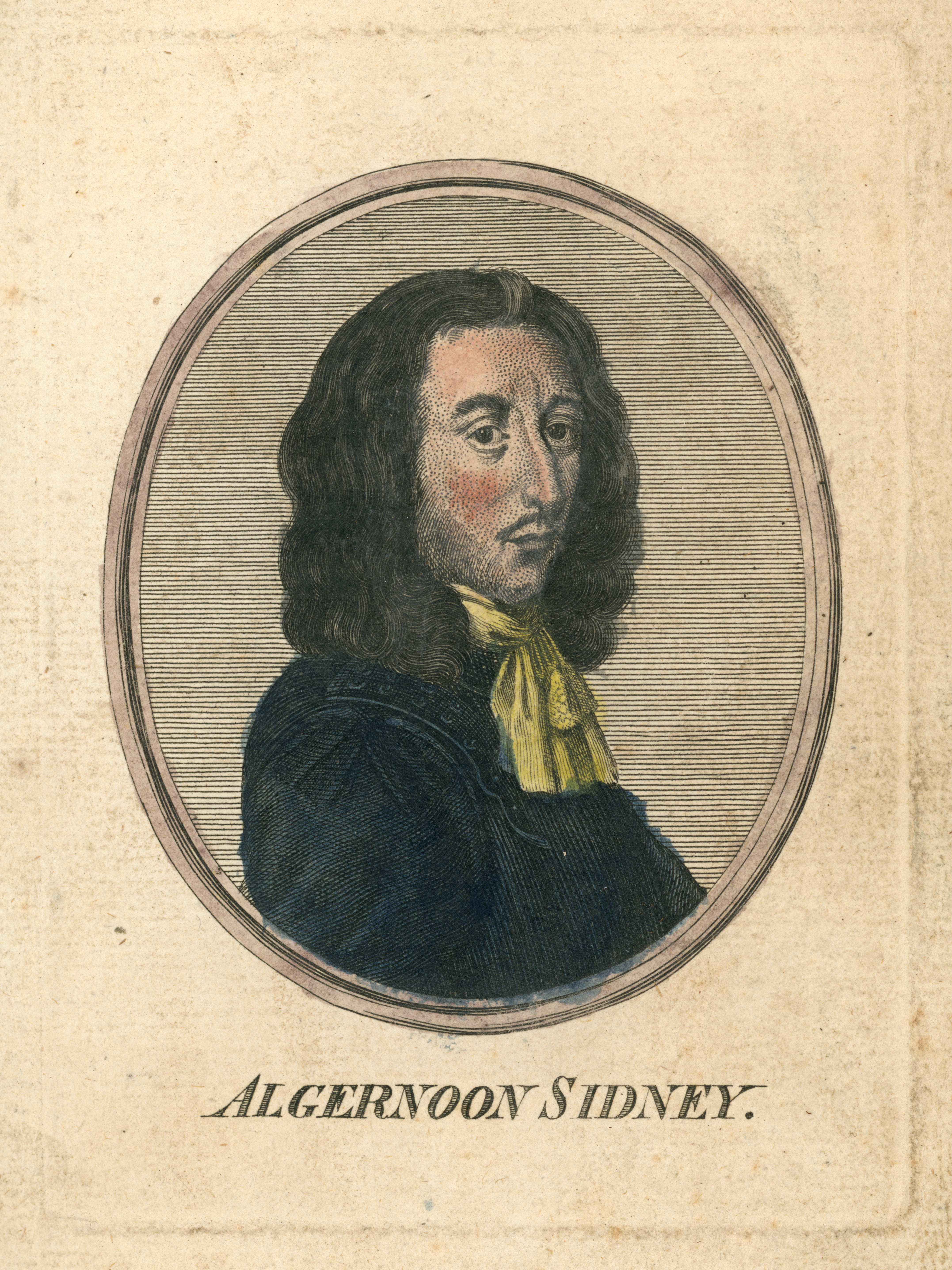
Grabado pintado a mano del de Sidney

A mediados de 1666, Sidney estaba en París, donde negoció con el rey, Luis XIV de Francia. Louis escribió posteriormente que Sidney "me prometió producir un gran levantamiento... pero la propuesta que me hizo de adelantarle 100.000 ecus... era más de lo que deseaba exponer con la palabra de un fugitivo [así que] le ofrecí [inicialmente] sólo 20.000". Permaneció en Francia hasta 1677, cuando regresó a Inglaterra.

## "Máximas de la corte"
Durante 1665-1666, Sidney escribió "Court Maxims", en la que defendía la revocación de la Restauración de la monarquía: "...como la muerte es el mayor mal que puede sobrevenirle a una persona, la monarquía es el peor mal que puede sucederle a una nación." Sidney también afirmó que una república inglesa tendría una "unidad de interés" natural con la República Holandesa en "extirpar a las dos detestadas familias de Stuart y Orange". Este manuscrito no era muy conocido y Court Maxims no se publicó hasta 1996.

## Crisis de restauración: 1677–1683
Sidney regresó a Inglaterra a principios de septiembre de 1677. A la muerte de su padre, Sidney heredó £ 5,100, pero para obtener su herencia se vio obligado a entablar una demanda contra sus hermanos, quienes como albaceas de la herencia se habían negado a pagarle el dinero, en el Tribunal de Cancillería. Aunque ganó el caso, los procedimientos fueron largos y requirieron que permaneciera en Inglaterra durante varios años. Se quedó en  Leicester House en Londres. Aquí se involucró en política, con el embajador francés, Paul Barillon escribiendo el 6 de octubre:

Por el momento, mi relación más íntima es con el Sr. Algernon Sidney; es el hombre de Inglaterra que me parece que tiene la mayor comprensión de los asuntos; tiene grandes relaciones con el resto del partido republicano; Y nadie, en mi opinión, es más capaz de prestar servicio que él.

Debido a que ayudó a ganar la caída de Danby (Thomas Osborne, primer duque de Leeds) en diciembre de 1678, Sidney recibió 500 guineas de los franceses y otras 500 guineas al año siguiente. Sidney deseaba una alianza de republicanos ingleses y holandeses contra la alianza  Stuart -  Orange y le dijo a Barillon "que es un viejo error creer que va en contra de los intereses de Francia permitir que Inglaterra se convirtiera en una república". Sidney creía que era un "principio fundamental que la Casa de Stuart y la de Orange están inseparablemente unidas".
Después de la disolución del último Parlamento de Carlos II en 1681, Sidney, según Burnet, ayudó a redactar la respuesta a la declaración del rey, titulada "Una justa y modesta reivindicación de las actuaciones de los dos últimos parlamentos": "Se escribió una respuesta a la declaración del rey con gran espíritu y juicio verdadero. Al principio fue redactada por Sidney. Pero  Somers elaboró un nuevo borrador, y fue corregido por  Jones".
Sidney se unió con Anthony Ashley Cooper, primer conde de Shaftesbury (Lord Shaftesbury) y otros en conspirar contra la percibida tiranía real, de una "fuerza sin autoridad". Más tarde, Sidney estaría implicado en la Conspiración de Rye House, un plan para asesinar a Carlos y su hermano James, que más tarde se convirtió en James II de Inglaterra Rey.

### Prueba y ejecución
El 25 de junio de 1683 se emitió la orden de arresto de Sidney. Durante su arresto le fueron confiscados sus papeles, incluido el borrador de los "Discursos". Fue juzgado el 7 de noviembre de 1683. William Howard, tercer barón Howard de Escrick fue el único testigo, y dado que la ley establecía que eran necesarios dos testigos, el gobierno utilizó los "Discursos" como segundo testigo. Lord Chief Justice Jeffreys (cuya conducción del juicio causó muchas críticas, entonces y más tarde) dictaminó: "Scribere est agere" ("escribir es actuar").
Heneage Finch, el  Solicitor General, describió los "Discursos" como "Un argumento para que el pueblo se levante en armas contra el Rey". En respuesta, Sidney dijo que era fácil condenarlo citando sus palabras fuera de contexto: "Si desmenuzas las Escrituras, harás que todos los escritores de las Escrituras sean blasfemos; puedes acusar a David de decir que no hay Dios y de los Apóstoles que estaban borrachos". Argumentó que tenía derecho a escribir lo que quisiera, siempre que no lo publicara. Jeffreys respondió que ningún hombre tiene derecho a maldecir al Rey, en público o en privado. Sidney fue declarado culpable de traición y condenado a muerte el 26 de noviembre. Jeffreys, de mal humor como siempre, dijo que esperaba que Dios pusiera a Sidney en un estado adecuado para entrar en el próximo mundo "porque veo que no eres apto para este".
En "La disculpa de Algernon Sydney, en el día de su muerte", Sidney escribió que el trabajo de su vida era:

...defender los derechos comunes de la humanidad, las leyes de esta tierra y la verdadera religión protestante, contra los principios corruptos, el poder arbitrario y el papado... Ahora doy voluntariamente mi vida por lo mismo; y teniendo en mí un testimonio seguro de que Dios... me sostiene... soy muy poco solícito, aunque el hombre me condene.

Pidió misericordia al rey sobre la base de la conducta poco profesional de Jeffreys, y amigos y parientes agregaron sus súplicas: pero el rey fue tan implacable como lo había sido en el caso de William Russell, Lord Russell. Sidney ahora se resignó a la muerte, comentando groseramente que, a pesar de todo lo que le importaba, "el Rey puede hacer una caja de rapé con mi trasero".
En el cadalso, Sidney argumentó que su condena era ilegal, cuestionando la calidad de las pruebas en su contra y señalando varias desviaciones del procedimiento legal adecuado en su juicio. También reiteró sus objeciones a la monarquía absoluta de los "Discursos sobre el gobierno", argumentando que estos no constituían traición. Aun así, observó que se estaba absteniendo de abordar verdaderamente "grandes asuntos" en este último discurso suyo, porque "Vivimos en una época que hace que la verdad pase por traición". Concluyó declarando que estaba muriendo por la Buena Causa.
Fue decapitado el 7 de diciembre de 1683 y sus restos fueron enterrados en Penshurst.

## Discursos sobre el gobierno

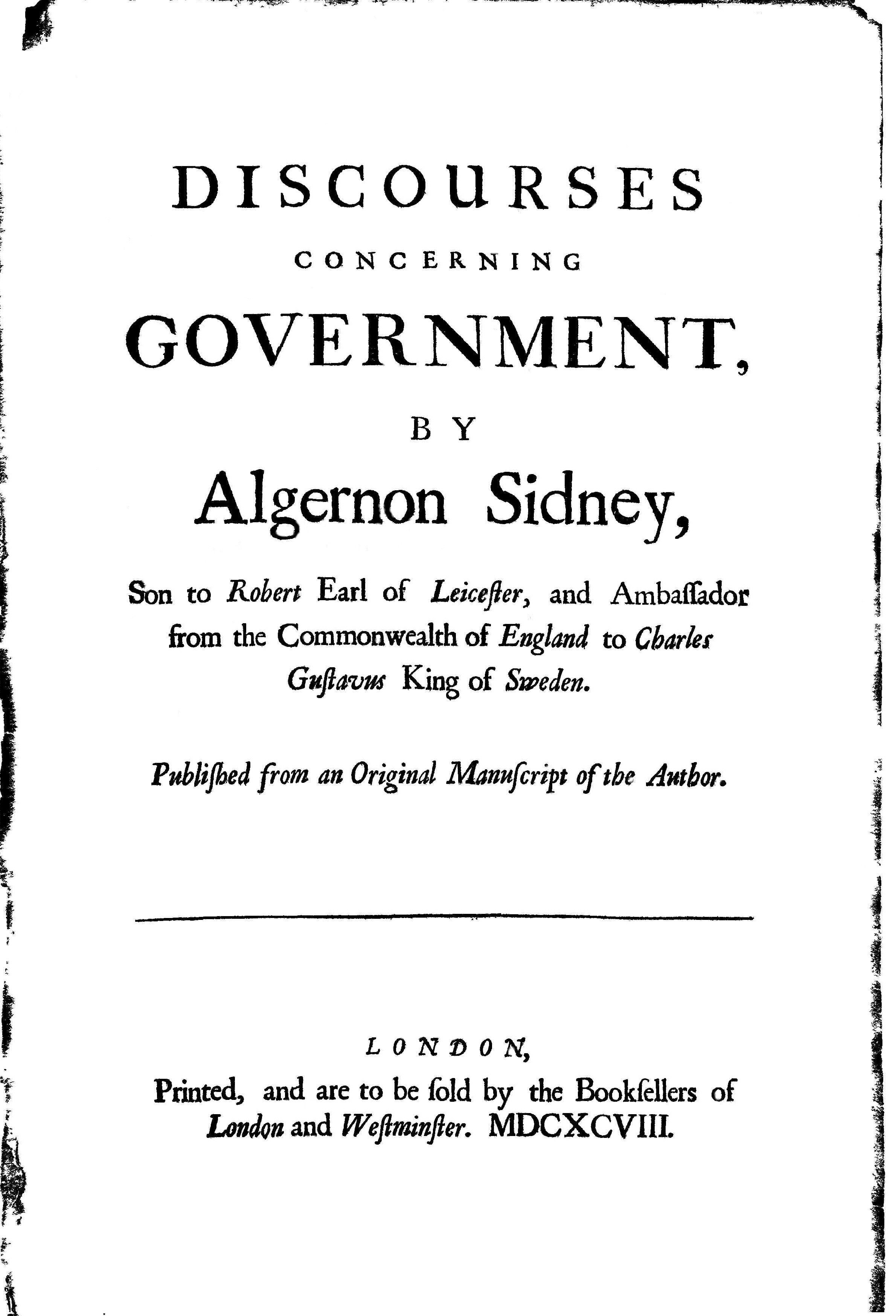
Sidney, Algernon: Discursos sobre el gobierno, Londres 1698

Para Sidney la monarquía absoluta era un gran mal político. Su "Discursos sobre el gobierno" (el texto por el cual Sidney perdió la vida) fue escrito durante la Crisis de exclusión, como respuesta al "Patriarcha" de Robert Filmer, una defensa del Derecho divino de los reyes, publicado por primera vez en 1680. El derecho divino de los reyes es un sistema político en el que todos los poderes de gobierno están conferidos únicamente al rey y le son otorgados por Dios. Bajo este sistema, el rey actúa como la mano de Dios en la tierra. Su poder se extiende más allá del gobierno hacia la vida religiosa privada de sus súbditos. Bajo este sistema, los ciudadanos a menudo eran perseguidos y encarcelados por sus creencias religiosas. Es este derecho divino del gobierno de los reyes a lo que Sidney se opuso firmemente. En 1698, se publicaron sus "Discursos sobre el gobierno" en los que describía lo que él creía que constituía un gobierno civil válido.
Sidney creía que los individuos tenían derecho a elegir su propia forma de gobierno y que, si ese gobierno se corrompía, la gente conservaba el poder de abolirlo y formar otro. En sus propias palabras, "Dios deja al hombre la elección de formas de gobierno... El que instituye, también puede abrogar".
Sidney también argumentó que para que exista un gobierno civil válido, debe estar formado por consentimiento general y voluntario. Sidney afirma en sus "Discursos sobre el gobierno" que "el consentimiento general... es la base de todos los gobiernos justos".
Además, Sidney creía que el gobierno civil debería tener jurisdicción limitada. Dijo que "los únicos fines para los cuales se constituyen los gobiernos y se les obedece son la obtención de justicia y protección". Esto sugiere un gobierno civil limitado cuyo propósito principal es 1) hacer justicia legal a través de su sistema judicial y 2) garantizar la seguridad de sus ciudadanos. También podemos concluir de Sidney que, si un gobierno no logra estos componentes básicos, ya no se requiere obediencia a ese gobierno.
Los "Discursos sobre el gobierno" de Sidney junto con  Locke "Dos tratados sobre el gobierno" son reconocidos como trabajos críticos en la fundación de los Estados Unidos. Los padres fundadores leyeron y estudiaron estas obras durante sus años como estudiantes en las primeras universidades coloniales. Thomas Jefferson en particular, es conocido por haber estudiado e investigado en profundidad las obras de Locke y Sidney. Los "Discursos sobre el gobierno" han sido llamados el "libro de texto de la Revolución Americana".

## Legado
Después de su muerte, Sidney fue venerado como el "patriota-héroe y mártir Whig". Burnet dijo de Sidney:

... un hombre de extraordinaria valentía, un hombre firme, hasta la obstinación, sincero, pero de temperamento rudo y bullicioso, que no soportaba la contradicción, pero que le daría un lenguaje soez. Parecía ser cristiano, pero en una forma particular propia. Pensó que sería como una filosofía divina en la mente, pero estaba en contra de todo culto público y de todo lo que se parecía a una iglesia. Era rígido con todos los principios republicanos, y tan enemigo de todo lo que parecía monarquía, que se puso en una alta oposición contra Cromwell cuando fue nombrado protector. De hecho, había estudiado la historia del gobierno en todas sus ramas más allá de cualquier hombre que yo hubiera conocido.

La influencia de Sidney en el pensamiento político en la Gran Bretaña y la América colonial del siglo XVIII fue probablemente superada sólo por la de John Locke entre los teóricos políticos del siglo XVII. En su estudio de la teoría política en Gran Bretaña desde 1689 hasta 1720, J. P. Kenyon dijo que los Discursos de Sidney "fueron ciertamente mucho más influyentes que los  Dos tratados de  Locke. El poeta  James Thomson, en su poema  Las estaciones, elogió a Sidney como "el británico  Cassius", el héroe calentado por el saber antiguo al amor iluminado / De la antigua libertad.
La reputación de Sidney sufrió un golpe cuando  Sir John Dalrymple publicó sus Memorias de Gran Bretaña e Irlanda en 1771, que lo expusieron como un jubilado de Luis XIV. Dalrymple, que había admirado mucho a Sidney, escribió que difícilmente se sentiría más avergonzado si hubiera visto a su propio hijo huir de una batalla.
El diputado Whig Charles James Fox describió a Sidney y Lord Russell como "dos nombres que, se espera, serán siempre queridos por todos los corazones ingleses" y predijo que "cuando su memoria deje de ser un objeto de respeto y veneración ...la libertad inglesa se acercará rápidamente a su consumación final".
Sidney tuvo un efecto significativo en la concepción estadounidense de libertad. Fue un héroe de  John Trenchard y  Thomas Gordon, "los panfletistas más leídos y más respetados de la época prerrevolucionaria". En sus ensayos de 1720-1723 Cartas de Cato, adoptaron el argumento de Sidney de que "los hombres libres siempre tienen derecho a resistir un gobierno tiránico"; esos ensayos, a su vez, inspiraron el nombre del moderno  libertario think tank el Instituto Cato. Thomas Jefferson creía que Sidney y Locke eran las dos fuentes principales de la visión de la libertad de los  Padres Fundadores.
John Adams escribió a Jefferson en 1823 sobre el tema de Sidney:

Últimamente me he comprometido a leer a Algernon Sidney sobre el gobierno. Tan a menudo como lo he leído, y lo he buscado a tientas, ahora despierta una nueva admiración [es decir, asombro] que esta obra haya despertado tan poco interés en el mundo literario. Una edición tan espléndida como la que puede producir el arte de la imprenta, tanto por el mérito intrínseco de la obra, como por la prueba que trae de los amargos sufrimientos de los defensores de la libertad desde entonces hasta ahora, y para mostrar la lentitud. el progreso de la iluminación moral, filosófica y política en el mundo — debería publicarse ahora en América.

El historiador Whig  Thomas Babington Macaulay dijo de Sidney en 1828:

Nunca hubo menos sentimiento nacional entre las órdenes superiores que durante el reinado de Carlos II. Ese Príncipe, por un lado, pensó que era mejor ser el diputado de un rey absoluto que el Rey de un pueblo libre. Algernon Sidney, por otro lado, habría ayudado con gusto a Francia en todos sus ambiciosos planes y habría visto a Inglaterra reducida a la condición de provincia, con la loca esperanza de que un déspota extranjero le ayudara a establecer su querida república.

Pero en 1848, Macaulay escribió sobre la oposición whig a Carlos II:

Sería injusto imputarles la extrema maldad de aceptar sobornos para dañar a su país. Al contrario, tenían la intención de servirla, pero es imposible negar que fueron lo suficientemente malos y poco delicados como para permitir que un príncipe extranjero les pagara por servirla. Entre los que no pueden ser absueltos de este cargo degradante se encontraba un hombre que es popularmente considerado como la personificación del espíritu público y que, a pesar de algunas grandes fallas morales e intelectuales, tiene la justa pretensión de ser llamado héroe, filósofo, y un patriota. Es imposible ver sin dolor un nombre así en la lista de los jubilados de Francia. Sin embargo, es un consuelo pensar que, en nuestro tiempo, se pensaría que un hombre público está perdido para todo sentido del deber y de la vergüenza, que no debería rechazar una tentación que conquistó la virtud y el orgullo de Algernon Sidney.

El filósofo libertario Friedrich Hayek citó los Discursos de Sidney en la portada de su La Constitución de la Libertad: "Nuestra investigación no va en pos de lo que es perfecto, sabiendo bien que tal cosa no se encuentra entre los hombres, pero buscamos esa Constitución humana a la que se atiende con el menor, o con el más perdonable inconveniente".
Algernon Sidney es uno de los homónimos de Hampden – Sydney College en Virginia. El Colegio utilizó anteriormente la ortografía original de Sidney. Fue elegido por el papel que jugaron sus ideas en moldear las creencias de los pensadores revolucionarios estadounidenses.
 Sidney se volvió ampliamente utilizado como nombre de pila en los Estados Unidos después de la Revolución Americana debido a la admiración por Algernon Sidney como mártir de la tiranía real.

## Trabajos
- Sidney, Algernon: Discourses Concerning Government (London, 1698, and later editions);
- Sidney, Algernon: Apology in the Day of His Death;
- Sidney, Algernon: The Administration and the Opposition. Addressed to the Citizens of New-Hampshire (Concord, Jacob B. Moore, 1826, ASIN B000IUQ14Q)
- Sidney, Algernon: Algernon Sidneys Betrachtungen über Regierungsformen (Leipzig, Weygand, 1793: German translation of Discourses Concerning Government)
- Sidney, Algernon: Discourses Concerning Government, ed. Thomas G. West (Indianápolis, 1996, ISBN 0-86597-142-0)
- Sidney, Algernon: Court Maxims, Cambridge University Press, in series Cambridge Texts in the History of Political Thought, 1996, ISBN 978-0-521-46175-7)
- Sidney, Algernon: Discourses on Government. To Which is Added, An Account of the Author's Life (The Lawbook Exchange, New York, 2002 reprint, ISBN 1-58477-209-3)

Ver además: Literatura publicada de y sobre Algernon Sidney.

## Otras lecturas
- Amos, Gary (2004). Never Before In History – America's Inspired Birth. ISBN 0-9642104-2-8.
- Blackburne, William (1885). Algernon Sidney. London.
- J. P. Carswell (1989). The Porcupine: The Life of Algernon Sidney. London: John Murray. ISBN 0-7195-4684-2.
- Conniff, James (1982). «Reason and History in Early Whig Thought: The Case of Algernon Sidney». Journal of the History of Ideas 43 (3): 397-416. JSTOR 2709430. doi:10.2307/2709430.
- Everdell, Williams R. (2000). The End of Kings: A History of Republics and Republicans. University of Chicago Press. ISBN 0-226-22482-1
- Alexander Charles Ewald (1872). Life and times of Algernon Sidney. London.
- Houston, Alan Craig (1991). Algernon Sidney and the Republican Heritage in England and America. Princeton University Press. ISBN 0-691-07860-2.
- Jones, J. J. (1961). The First Whigs: The Politics of the Exclusion Crisis 1678–1683. Oxford University Press. ISBN 978-0-19-713124-4.
- Meadley, George W. (1813). Memoirs of Algernon Sidney. London: Cradock and Joy.
- Nelson, Scott A. (1993). The Discourses of Algernon Sidney. London and Toronto: Associated University Presses. ISBN 978-0-8386-3438-7.
- J. G. A. Pocock (1994). «England's Cato: The virtues and fortunes of Algernon Sidney». The Historical Journal 37 (4): 915-35. doi:10.1017/S0018246X00015168.
- Van Santvord, George (2007). Life Of Algernon Sidney: With Sketches Of Some Of His Contemporaries And Extracts From His Correspondence And Political Writings. Kessinger Publishing. ISBN 978-1-4304-4449-7.
- Steelman, Aaron (2008). «Sidney, Algernon (1623–1683)».  En Hamowy, Ronald, ed. The Encyclopedia of Libertarianism. Thousand Oaks, CA: SAGE; Cato Institute. pp. 462-63. ISBN 978-1-4129-6580-4. LCCN 2008009151. OCLC 750831024. doi:10.4135/9781412965811.n283.
- Worden, Blair (1985). «The Commonwealth Kidney of Algernon Sidney». The Journal of British Studies 24 (1): 1-40. doi:10.1086/385823.